# D'Leanu Arts
D'Leanu Arts (Veghel, 27 mei 2003) is een Nederlands voetballer die doorgaans als rechtervleugelverdediger speelt.

## Carrière

### PSV
D'Leanu Arts speelde in de jeugd van Blauw Geel '38 en PSV. Hier tekende hij in 2020 een contract tot medio 2022, wat hierna met een jaar verlengd werd. Hij debuteerde in het betaald voetbal voor Jong PSV op 17 november 2022, in de met 2-1 gewonnen thuiswedstrijd tegen Jong FC Utrecht. In zijn tweede wedstrijd, die met 2-3 werd gewonnen bij Jong AZ, gaf hij de assist op de 1-3 van Jason van Duiven. Hij speelde in totaal twaalf wedstrijden voor Jong PSV voor zijn contract in 2023 afliep.

### N.E.C.
In het seizoen 2023/24 speelde hij voor N.E.C. Daar begon hij in eerste instantie bij het tweede elftal. Op 21 oktober 2023 zat hij tegen Almere City voor het eerst bij de selectie. Toen rechtsback Bart van Rooij na 73 minuten met twee keer geel het veld moest verlaten, maakte hij zijn debuut in de Eredivisie en voor N.E.C. De wedstrijd eindigde in 1-1. In de voorbereiding op het seizoen 2024/25 liep hij tevergeefs stage bij De Graafschap. Hierna sloot hij weer aan bij de Nijmeegse club. Medio 2025 liep zijn contract af.

### Statistieken
| Seizoen                       | Club           | Land           | Competitie     | Competitie | Competitie | Beker | Beker | Totaal | Totaal |
| Seizoen                       | Club           | Land           | Competitie     | Wed.       | Dlp.       | Wed.  | Dlp.  | Wed.   | Dlp.   |
| ----------------------------- | -------------- | -------------- | -------------- | ---------- | ---------- | ----- | ----- | ------ | ------ |
| 2021/22                       | Jong PSV       | Nederland      | Eerste divisie | 0          | 0          | –     | –     | 0      | 0      |
| 2022/23                       | Jong PSV       | Nederland      | Eerste divisie | 12         | 0          | –     | –     | 12     | 0      |
| 2023/24                       | N.E.C.         | Nederland      | Eredivisie     | 3          | 0          | 1     | 0     | 4      | 0      |
| Carrièretotaal                | Carrièretotaal | Carrièretotaal | Carrièretotaal | 15         | 0          | 1     | 0     | 16     | 0      |
| Bijgewerkt op 10 januari 2024 |                |                |                |            |            |       |       |        |        |